# 高原村 (京都府)
高原村（たかはらむら）は、京都府船井郡にあった村。現在の京丹波町の南東部、山陰本線・下山駅の周辺にあたる。

## 地理
- 河川：高屋川

## 歴史
- 1889年（明治22年）4月1日 - 町村制の施行により、富田村・実勢村・豊田村・下山村の区域をもって発足。
- 1955年（昭和30年）4月1日 - 須知町と合併して丹波町が発足。同日高原村廃止。

## 交通

### 鉄道路線
- 日本国有鉄道
  - 山陰本線
    - 下山駅

### 道路
- 国道9号